# Ветцікон (Цюрих)
Ветцікон (нім. Wetzikon) — місто  в Швейцарії в кантоні Цюрих, округ Гінвіль.

## Географія
Місто розташоване на відстані близько 110 км на схід від Берна, 20 км на схід від Цюриха.
Ветцікон має площу 16,8 км², з яких на 31,4% дозволяється будівництво (житлове та будівництво доріг), 38,9% використовуються в сільськогосподарських цілях, 16,5% зайнято лісами, 13,2% не є продуктивними (річки, льодовики або гори).

## Демографія
2019 року в місті мешкало 24 990 осіб (+13% порівняно з 2010 роком), іноземців було 26%. Густота населення становила 1487 осіб/км².
За віковим діапазоном населення розподілялося таким чином: 19,8% — особи молодші 20 років, 62,7% — особи у віці 20—64 років, 17,5% — особи у віці 65 років та старші. Було 10831 помешкань (у середньому 2,3 особи в помешканні).
Із загальної кількості 14 163 працюючих 78 було зайнятих в первинному секторі, 3617 — в обробній промисловості, 10 468 — в галузі послуг.